# Lista över sommarvärdar under 1970-talet
Detta är en kronologisk lista över personer som varit sommarpratare, det vill säga värdar för radioprogrammet Sommar i P1 under 1970-talet.
För andra decennier se:
<<
1950-talet |
1960-talet |
1970-talet |
1980-talet |
1990-talet | 
2000-talet | 
2010-talet |
2020-talet 
>>
|             | År                                              | År                      | År                      | År                                     | År                               | År                             | År                               | År                                | År                               | År                                       |
| Datum       | 1970                                            | 1971                    | 1972                    | 1973                                   | 1974                             | 1975                           | 1976                             | 1977                              | 1978                             | 1979                                     |
| ----------- | ----------------------------------------------- | ----------------------- | ----------------------- | -------------------------------------- | -------------------------------- | ------------------------------ | -------------------------------- | --------------------------------- | -------------------------------- | ---------------------------------------- |
| 7 juni      |                                                 |                         |                         |                                        |                                  |                                | Roland Svensson                  |                                   |                                  |                                          |
| 8 juni      |                                                 |                         |                         |                                        |                                  |                                | Hans Alfredson                   |                                   |                                  |                                          |
| 9 juni      |                                                 |                         |                         |                                        |                                  | Per-Anders Hellqvist           | Ragnar Edberg                    |                                   |                                  |                                          |
| 10 juni     |                                                 |                         |                         |                                        | Magnus Härenstam                 | Lars Rundgren                  | Tage Danielsson                  |                                   |                                  |                                          |
| 11 juni     |                                                 |                         | Torsten Ehrenmark       | Barbro Alving                          | Lars Rundgren                    | Birgitta Götestam              | Anna-Lisa Sahlström              |                                   |                                  | Marianne Ahrne                           |
| 12 juni     |                                                 |                         | Carl Anton Axelsson     | Fredrik Burgman                        | Torbjörn Stålmarck               | Bengt Melin                    |                                  | Georg Rydeberg                    | Gösta Werner                     | Margreth Weivers Bertil Norström         |
| 13 juni     |                                                 | Beppe Wolgers           | Arthur Eriksson         | Kaysa Harrysson                        | Börje Heed                       | Alf Ahlberg                    | Henning Sjöström                 | Gun Björkman                      | Bengt Andersson                  | Ivar Sundström                           |
| 14 juni     | Jörgen Cederberg                                | Qvitt Holmgren          | Ria Wägner              | Anders Pontén                          | Arthur Eriksson                  | Henning Sjöström               | Gunnar Carlbo                    | Oscar Hedlund                     | Ulla Danielsson                  | Carl-Olof Lång                           |
| 15 juni     | Sven-Olof Olsson                                | Sigvard Hammar          | Stig Tornehed           | Svante Löfgren                         |                                  | Sune Örnberg                   | Gunilla Linder                   | Mikael Wenger                     | Stellan Olsson                   | Kerstin Berglund                         |
| 16 juni     | Eric Sandström                                  | Anita Lagerqrantz-Ohlin | Bo Ancker               |                                        | Pekka Langer                     |                                | Per-Arne Axelsson                | Karin Liungman                    | Kerstin London                   | Margareta Ekström                        |
| 17 juni     | Thord Carlsson                                  | Tage Nilsson            |                         | Qvitt Holmgren                         | Staffan Sandelin                 | Lasse Svensson                 | Stig Olin                        | Theodor Kallifatides              |                                  | Bengt Emil Johnson                       |
| 18 juni     | Bernt Eklundh                                   | Carl-Olof Lång          | Åke Arenhill            | Sven-Olof Olson                        | Anders Börjeson                  | Marit Paulsen                  | Barbro Hellberg                  |                                   | Hans Alfredson                   | Rune Pär Olofsson                        |
| 19 juni     | Per-Erik Lindorm                                |                         | Gunnar Helander         | Åsa Moberg                             | Svend Asmussen                   | Arne Ericsson                  |                                  | Hjördis Petterson                 | Gösta Dahlgren                   | Bengt Ljusberg                           |
| 20 juni     | Arne Ericsson                                   | Magnus Härenstam        | Gun Hägglund            | Pelle Bergendahl                       | Sigvard Hammar                   | Gert Olsson                    | Ingmar Ström                     | Jörgen Blom                       | Staffan Husahr                   | Jürgen Linder                            |
| 21 juni     | Ria Wägner                                      | Torbjörn Winsnes        | Karl Sjunnesson         | Magnus Härenstam                       | Solveig Ternström                | Karl-Erik Welin                | Åke Cato                         | Inga-Britt Hansson                | Lena Dahlman                     | Marit Paulsen                            |
| 22 juni     | Gert Landin                                     | Gottfried Grafström     | Pi Lind                 | Erik Norelius                          | Thord Carlsson                   | Åke Arenhill Monica Kjellander | Eva Sköld                        | Stig Tornehed                     | Jan Sparring                     | Lars Forssell                            |
| 23 juni     | Jan-Öjvind Swahn                                | Jan-Öjvind Swahn        | Carl-Uno Sjöblom        | Gottfried Grafström                    | Åke Falck                        | Nils Hövenmark                 | Magnus Härenstam                 | Maria-Pia Boëthius                | Busk Margit Jonsson              | Gunnel Linde                             |
| 24 juni     | Syster Patricia i Vadstena                      | Finn Zetterholm         | Thord Carlsson          | Barbro Hörberg                         | Sven Dahlberg                    | Mikael Wiehe                   | Stig Ehnebom                     | Kjerstin Dellert Nils-Åke Häggbom |                                  | Finn Zetterholm                          |
| 25 juni     | Carl-Olof Lång                                  | Per-Erik Lindorm        | Viveka Vogel            | Stefan Andhé                           | Alicia Lundberg                  | Gunilla Linder                 | Ernst-Hugo Järegård              |                                   | Gits Olsson                      | Elin Fredriksson                         |
| 26 juni     | Björn Bjelfvenstam                              | Carl-Uno Sjöblom        | Sigvard Hammar          | Ingemar Stark                          | Gunnar Arvidsson                 | Per Runesson                   | Lars Forssell                    | Viveka Vogel                      | Birger Wennberg                  | Lasse Strömstedt                         |
| 27 juni     |                                                 | Ria Wägner              | Pelle Bergendahl        | Hans Eklund                            | Bengt Roslund                    | Alf Thoor                      | Jojje Wadenius                   | Johan Forssblad                   | Jeja Sundström                   | Knut Hendriksen                          |
| 28 juni     | Maud Husberg                                    | Allan Beer              | Magnus Härenstam        | Margreth Weivers                       | Rangvi Gylder                    |                                | Berit Gullberg                   | Gerd Reimers                      | Malte Blaxhult                   | Elsa Grave                               |
| 29 juni     | Moltas Erikson                                  | Maud Husberg            | Berndt Friberg          | Stikkan Anderson                       |                                  | Tomas Söderhjelm               | Monica Tunbäck-Hansson           | Torbjörn Stålmarck                | Lars Ag                          | Ingemar Unge                             |
| 30 juni     | Bo Teddy Ladberg                                | Janne Forssell          | Alvar Janson            |                                        | Gösta Bernhard                   |                                | Per-Erik Lindorm                 | Gunnar Söderholm                  | Olle Nyman                       | Teddy Rhodin                             |
| Datum       | 1970                                            | 1971                    | 1972                    | 1973                                   | 1974                             | 1975                           | 1976                             | 1977                              | 1978                             | 1979                                     |
| 1 juli      | Olle Pahlin                                     | Inger Flyckt            |                         | Sigvard Hammar                         | Börje Ahlstedt                   | Tage Nilsson                   | Ulf Björkman                     | Bernt Dahlbäck                    |                                  | Olle Pahlin                              |
| 2 juli      | Berndt Friberg                                  | Åke Cato                | Stikkan Anderson        | Torsten Åhlander                       | Kjell Ulfhielm                   | Margreth Weivers               | Barbro Lindgren                  |                                   | Lasse O'Månsson                  | Reidar Jönsson                           |
| 3 juli      | Charlotte Reimerson                             |                         | Fritiof Haglund         | Gunnar Dahmén                          | Kristina Öström-Lindh            | Gits Olsson                    |                                  | Marie-Louise Ekman                | Berit Gullberg                   | Elsa Wallén                              |
| 4 juli      |                                                 | Olle Helander           | Ingemar Stark           | Birgitta Sandstedt                     | Tomas Söderhjelm                 | Ingemar Stark                  | Sven Strömberg                   | Sven Colling                      | Stig Ehnebom                     | Claes Bäckström                          |
| 5 juli      | Maud Reuterswärd                                | Hemming Sten            | Bo Strömstedt           | Lennart Hyland                         | Rune Gnestadius                  |                                | Karin Nordberg                   | Hans Laidwa                       | P-O Håkansson                    | Elvi Remes-Blomgren                      |
| 6 juli      | Sven Wingård                                    | Jan Olof Olsson         | Fredrik Burgman         | Mats Rehnberg                          |                                  | Håkan Hagegård                 | Ove Hahn                         | Börje Ahlstedt                    | Leif Gustafsson Peter Lindberg   | Göran Järvefelt                          |
| 7 juli      | Bo Ancker                                       | Viveka Vogel            | Birgitta Sandstedt      |                                        | Majken Johansson                 | Erik Norelius                  | Sten Rådman                      | Kjell Lönnå                       | Jan Mårtenson                    | Agneta Pleijel                           |
| 8 juli      | Marie-Louise Segerstedt Torgny T:son Segerstedt | Sven-Olof Olsson        |                         | Lars Rundgren                          | Lillemor Erlander                | Lars Thornell                  | Karin Ekström                    | Monica Dominique                  |                                  | Göran Bergendahl                         |
| 9 juli      | Beppe Wolgers                                   | Bo Ancker               | Gösta Knutsson          | C-G Hammarlund                         | Bibi Langer                      | Gun Björkman                   | Margreth Weivers Bertil Norström |                                   | Maud Reuterswärd                 | Sven-Erik Magnusson                      |
| 10 juli     | Qvitt Holmgren                                  |                         | Ulf Stråhle             | Charlotte Reimerson                    | Ingemar Stark                    | Jan Gabrielsson                |                                  | Kerstin Påhlsson                  | Janne Loffe Carlsson             | Gunnar Sandevärn                         |
| 11 juli     |                                                 | Rustan Älveby           | Per Olof Sundman        | Nils-Olof Franzén                      | Bo Strömstedt                    | Oscar Hedlund                  | Olle Ohlsson Sven-Olof Olson     | Per Eric Nordquist                | Lars-König Königsson             | Lova Lövström                            |
| 12 juli     | Bertil Perrolf                                  | Paul Björk              | Bo Setterlind           | Ingegärd Strandberg Lennart Strandberg | Gert Engström                    |                                | Terttu Rosengren                 | Asta Bolin                        | Kristina Öström-Lindh            | Sven Noréen                              |
| 13 juli     | Bo Strömstedt                                   | Hans Alfredson          | Gunnar Oldin            | Svante Foerster                        |                                  | Ingmar Ström                   | Carl-Olof Lång                   | Lennart Dahl                      | Bertil Norlander                 | Britt Edwall                             |
| 14 juli     | Bertil Hedlund                                  | Knis Karl Aronsson      | Arne Ericsson           |                                        | Carl-Magnus von Seth             | Olof Magnus Sjöstedt           | Karl Rune Nordkvist              | Vilgot Sjöman                     | Mats Rehnberg                    | Mona Kalin                               |
| 15 juli     | Carl Anton Axelsson                             | Ulla Trenter            |                         | Eric Sandström                         | Lasse Holmqvist                  | Ingmar Glanzelius              | Kjell Grede                      | Anders Börjeson                   |                                  | Gits Olsson                              |
| 16 juli     | Tage Nilsson                                    | Torsten Åhlander        | Ulla Britt Edberg       | Birgit Bergkvist                       | Björn Sjöö                       | Sven "Plex" Pettersson         | Östen Warnerbring                |                                   | Lena Larsson                     | Gunnar Eneskär                           |
| 17 juli     | Lars Widding                                    |                         | Ulf Schenkmanis         | Bo Strömstedt                          | Bo Rehnberg                      | John Ulf Anderson              |                                  | Svante Foerster                   | Anette Carlsson                  | Marianne von Baumgarten                  |
| 18 juli     |                                                 | Gert Landin             | Gits Olsson             | Sven Lindberg                          | Margit Geijer                    | Povel Ramel                    | Bengt Ahlbom                     | Richard Fuchs                     | Git Magnusson                    | Lena Dahlman                             |
| 19 juli     | Olle Helander                                   | Stig Allan Persson      | Maud Reuterswärd        | Sven-Bertil Taube                      | Gottfried Grafström              |                                | Nils Berman                      | Eva Groth                         | Gertrud Sundvik                  | Sven-Olov Stalfelt                       |
| 20 juli     | Olle Norell                                     | Per Olof Sundman        | Tage Nilsson            | Birgitta Stenberg                      |                                  | C-H Hermansson                 | Anders Pontén                    | Curry Melin                       | Rolf Fanberg                     | Jan Guillou                              |
| 21 juli     | Barbro Alving                                   | Lars Norrman            | Jurgen Schildt          |                                        | Bo Setterlind                    | Anders Börjeson                | Gits Olsson                      | Jeja Sundström                    | Gaby Wigardt                     | Sun Axelsson                             |
| 22 juli     | Bo Setterlind                                   | Gösta Netzén            |                         | Gun Hägglund                           | Gösta Leonards                   | Pekka Arto                     | Bo Setterlind                    | Annu Edvardsen                    |                                  | Kjell Alinge                             |
| 23 juli     | Torsten Jungstedt                               | Björn Bjelfvenstam      | Bodil Hanell            | Tage Danielsson                        | Göran Venström                   | Tom Engström                   | Annika Ågren                     |                                   | Fredrik Burgman                  | Arne Ruth                                |
| 24 juli     | Georg Eliasson                                  |                         | Eric Sandström          | Solveig Ternström                      | Svante Löfgren                   | Svante Milles                  |                                  | Jan Nyström                       | Sven Berger                      | Kicki Eldh Liliane Håkansson             |
| 25 juli     |                                                 | Maud Reuterswärd        | Oscar Hedlund           | Bo Ancker                              | Ingrid Sjöstrand                 | Bo Setterlind                  | Sven Jerring                     | Liv Wollin                        | Charlie Norman                   | Arne Norlin                              |
| 26 juli     | Lars-Gunnar Björklund                           | Pekka Langer            | Bertil Norström         | Lasse Svensson                         | Berndt Egerbladh                 |                                | Per Eric Nordquist               | Leif Nylén                        | Inger Sandberg Lasse Sandberg    | Gunnar Nilsson (journalist) Lars Ramsten |
| 27 juli     | Jan Olof Olsson                                 | Stig Ehnebom            | Gunilla Myrberg         | Jan Gabrielsson                        |                                  | Per-Arne Axelsson              | Ulf Gudmundson                   | Anders Pontén                     | Bo Setterlind                    | Kjell Swanberg                           |
| 28 juli     | Per Grevér                                      | Per Eric Nordquist      | Pekka Langer            |                                        | Tage Danielsson                  | Barbro Kollberg                | Gerd Hagman                      | Inger Säfwenberg                  | Gunnar Bernstrup Stellan Sundahl | Staffan Olzon                            |
| 29 juli     | Margareta Strömstedt                            | Lars Widding            |                         | Carl-Olof Lång                         | Ragnar Dahlberg                  | Rolf Björling                  | Lars Widding                     | Fredrik Burgman                   |                                  | Evan Storm                               |
| 30 juli     | John Ulf Anderson                               | Lennart Swahn           | Maj Ödman               | Per-Anders Hellqvist                   | Karl Sjunnesson                  | Lillemor Erlander              | Lars Rundgren                    |                                   | Gunnel Lindblom                  | Lars-Göran Ulander                       |
| 31 juli     | Herbert Söderström                              |                         | Gary Engman             | Kerstin Thorvall                       | Stig Tornehed                    | Stig Grybe                     |                                  | Birgitta Ulfsson                  | Jan Nyström                      | Niklas Rådström                          |
| Datum       | 1970                                            | 1971                    | 1972                    | 1973                                   | 1974                             | 1975                           | 1976                             | 1977                              | 1978                             | 1979                                     |
| 1 augusti   |                                                 | Bo Setterlind           | Mats Rehnberg           | Hans Dahlberg                          | Gio Petré                        | Ulla Akselson                  | Bibi Langer                      | Lars Rundgren                     | Torsten Gillmor                  | Malte Blaxhult                           |
| 2 augusti   | Carl-Uno Sjöblom                                | Roland Perlström        | Carl-Olof Lång          | Elisabeth Söderström                   | Carl-Olof Lång                   |                                | Carl-Uno Sjöblom                 | Margareta Gelbort                 | Patrice Hellberg                 | Lena Malmsjö                             |
| 3 augusti   | Valter Åman                                     | Cilla Ingvar            | Staffan Sandelin        | Gudrun Granåsen                        |                                  | Hans Alfredson                 | Thomas Kinding                   | Ove Joanson                       | Mac Gänger                       | Rolf Egil Bergström                      |
| 4 augusti   | Mats Paulson                                    | Eric Sandström          | Lars Widding            |                                        | Sievert Öholm                    | Olle Adolphson                 | Lasse Svensson                   | Nanna Helin                       | John Ulf Anderson                | Karl-Erik Welin                          |
| 5 augusti   | Jonas Fors                                      | Jurgen Schildt          |                         | Per-Arne Axelsson                      | Anders Gernandt                  | Kerstin Ekman                  | Bengt Feldreich                  | Ingemar Unge                      |                                  | Lena Larsson                             |
| 6 augusti   | Karin Wilhelmson                                | Charlotte Reimerson     | Gottfried Grafström     | John Zacharias                         | Bengt "Polo" Johanson            | Fredrik Ohlsson                | Gunnar Bernstrup                 |                                   | Gun Jönsson                      | Annette Kullenberg                       |
| 7 augusti   | Ulf Schenkmanis                                 |                         | Anita Björk             | Pekka Langer                           | Olle Stenholm                    | Isa Edholm                     |                                  | Moltas Erikson                    | Björn Fremer                     | Sven O Andersson                         |
| 8 augusti   |                                                 | Maj Ödman               | Roland Perlström        | Ulf Elfving                            | Robert Rönström                  | Magnus Härenstam               | Rosmarie Andersson               | Ann-Charlotte Alverfors           | Maud Nylin                       | Björn Skifs                              |
| 9 augusti   | Bengt Andersson                                 | Georg Eliasson          | Cilla Ingvar            | Gösta Söderlund                        | Margreth Weivers Bertil Norström |                                | Kristina Öström-Lindh            | Axel Breitholtz                   | Lars Ulvenstam                   | Hans Anderson (författare och konstnär)  |
| 10 augusti  | Elisabeth Söderström                            | Ulf Linde               | Per-Erik Lindorm        | Lars Widding                           |                                  | Per Ragnarson                  | Marianne Condé                   | Git Magnusson                     | Boris Erson                      | Gugge Hedrenius                          |
| 11 augusti  | Rustan Älveby                                   | Bertil Norström         | Bengt Anderberg         |                                        | Per Gunnar Evander               | Kurt Jonsson                   | Carl-Axel Moberg                 | Bo Landin                         | Astrid Kristensson               | Bengt J Sterner                          |
| 12 augusti  | Torsten Ehrenmark                               | Olle Norell             |                         | Bengt Anderberg                        | Gunnar Balgård                   | Elisabeth Söderström           | Olle Adolphson                   | Sven Trolldal                     |                                  | Lars Ulvenstam                           |
| 13 augusti  | Gunde Johansson                                 | Barbro Alving           | Elisabeth Söderström    | Alvar Janson                           | Bengt Feldreich                  | Per Eric Nordquist             | Stig Tornehed                    |                                   | Karl-Erik Welin                  | Lars Rydberg                             |
| 14 augusti  | Björn-Olof Larsson                              |                         | Hans Eklund             | Lennart Kjellgren                      | Kerstin Ekman                    | Sven Trolldal                  |                                  | Agneta Norberg                    | Erik Jansson                     | Gun Allroth                              |
| 15 augusti  |                                                 | Robert Broberg          | Jeanette von Heidenstam | Cecilia Lindqvist Sven Lindqvist       | Carin Mannheimer                 | Bengt Feldreich                | Karl-Erik Welin                  | Arne Domnérus                     | Berit Ozolins                    | Stig Ehnebom                             |
| 16 augusti  | Stig Ehnebom                                    | Gösta Knutsson          | Bengt Andersson         | Lars Ragnar Forssberg                  | Hans Fridlund                    |                                | Rune Pär Olofsson                | Gert Landin                       | Rut Berggren                     | Göran Zachrisson                         |
| 17 augusti  | Åke Arenhill                                    | Sven Wingård            | Mats Paulson            | Ulla Sallert                           |                                  | Torsten Ehrenmark              | Carl Zetterström                 | Charlotte Reimerson               | Lars Lönndahl                    | Kerstin Heintz                           |
| 18 augusti  | Cilla Ingvar                                    | Elisabeth Söderström    | Barbro Alving           |                                        | Rolf Söderling                   | Anita Björk                    | Bengt "Polo" Johanson            | Svante Löfgren                    | Monica Dominique                 | Per Gunnar Evander                       |
| 19 augusti  | Bertil Norström                                 | Torsten Ehrenmark       |                         | Torsten Ehrenmark                      | Elisabeth Söderström             | Bengt Martin Sonja Åkesson     | Torsten Ehrenmark                | Ingvar Gullnäs                    |                                  | Torsten Ehrenmark                        |
| 20 augusti  | Ursula Richter                                  | Bernt Eklundh           | Åke Falck               |                                        | Maj Ödman                        | Viveka Vogel                   | Sven Trolldal                    |                                   | Torsten Ehrenmark                |                                          |
| 21 augusti  | Tage Danielsson                                 |                         | Lars Ragnar Forssberg   |                                        | Torsten Åhlander                 | Stig Tornehed                  |                                  | Per Gunnar Evander                |                                  |                                          |
| 22 augusti  |                                                 | Åke Falck               | Olof Buckard            |                                        | Hasse Tellemar                   | Lasse Holmqvist                | Ma Franzén                       |                                   |                                  |                                          |
| 23 augusti  | Åke Falck                                       |                         | Anders Börjeson         |                                        | Dagmar Edqvist                   |                                | Margareta Artsman                |                                   |                                  |                                          |
| 24 augusti  |                                                 |                         | Tage Danielsson         |                                        |                                  | Per Gunnar Evander             | Berit Behrling                   |                                   |                                  |                                          |
| 25 augusti  |                                                 |                         | Georg Eliasson          |                                        | Barbro Lindgren                  |                                | Berndt Friberg                   |                                   |                                  |                                          |
| 26 augusti  |                                                 |                         |                         |                                        | Carl-Werner Pettersson           |                                | Ulf Örnkloo                      |                                   |                                  |                                          |
| 27 augusti  |                                                 |                         |                         |                                        | Olle Adolphson                   |                                | Alicia Lundberg                  |                                   |                                  |                                          |
| 28 augusti  |                                                 |                         |                         |                                        | Hans Dahlberg                    |                                |                                  |                                   |                                  |                                          |
| 29 augusti  |                                                 |                         |                         |                                        | Per-Arne Axelsson                |                                | Per Gunnar Evander               |                                   |                                  |                                          |
| 30 augusti  |                                                 |                         |                         |                                        | Viveka Vogel                     |                                |                                  |                                   |                                  |                                          |
| 31 augusti  |                                                 |                         |                         |                                        |                                  |                                |                                  |                                   |                                  |                                          |
| Datum       | 1970                                            | 1971                    | 1972                    | 1973                                   | 1974                             | 1975                           | 1976                             | 1977                              | 1978                             | 1979                                     |
| 1 september |                                                 |                         |                         |                                        | Torsten Ehrenmark                |                                |                                  |                                   |                                  |                                          |
| 2 september |                                                 |                         |                         |                                        | Fredrik Burgman                  |                                |                                  |                                   |                                  |                                          |
| 3 september |                                                 |                         |                         |                                        | Marie Selander                   |                                |                                  |                                   |                                  |                                          |
| 4 september |                                                 |                         |                         |                                        | Åke Cato                         |                                |                                  |                                   |                                  |                                          |
| 5 september |                                                 |                         |                         |                                        | Ingrid Segerstedt Wiberg         |                                |                                  |                                   |                                  |                                          |
| 6 september |                                                 |                         |                         |                                        | Lars Widding                     |                                |                                  |                                   |                                  |                                          |